# نادي تومازينيو
نادي تومازينيو لكرة القدم (بالبرتغالية: Tomazinho Futebol Clube‏) هو نادي كرة قدم برازيلي مقره في ساو جواو دي ميريتي، ولاية ريو دي جانيرو.
فاز بلقب بطولة كاريوكا الدرجة الثالثة في 1986.